# Ульфспарре, Хедвиг
Хедвиг Ульфспарре (швед. Hedvig Ulfsparre, полное имя Hedvig Sirianne Emilia Ulfsparre; 1877—1963) — шведская коллекционер текстиля.
Ульфспарре — ключевая фигура раннего шведского движения ремесленников, которая при жизни создала самую большую частную коллекцию текстиля в Швеции.

## Биография
Родилась 10 апреля 1877 года в Хельсингборге в семье военного офицера, где была ещё одна дочь — Лотта.
С раннего возраста Хедвиг интересовалась элементами интерьера и ремеслами, вдохновленная интересом своего отца к древностям. Однако она решила стать медсестрой и с 1902 году обучалась школе медсестёр Красного Креста (Röda korsets sköterskeskola) в Стокгольме. Весной 1904 года у неё случилась инфекция легких, в результате чего Хедвиг оказалась в доме управляющего директора завода Hofors bruk Пера Эрикссона в одноимённом поместье Хофорс. Он предоставил свой дом заболевшим медсестрам Красного Креста в благодарность за помощь, оказанную ему после операции. Пер Эрикссон и Хедвиг Ульфспарре быстро стали хорошими друзьями благодаря общим интересам к искусству и ремеслам, религии и благотворительности.
Не сумев полностью восстановить свое здоровье для возвращения к работе медсестры, Хедвиг Ульфспарре в 1905 году приняла предложение Пера Эрикссона стать хозяйкой поместья Хофорс. Хедвиг исправно выполняла функции хозяйки поместья, усадьбу которого часто посещали известные личности Швеции — владельцы заводов и банкиры семья Валленбергов, а также другие бизнесмены индустриального мира. Также сюда приезжали художники, священнослужители, благотворители и политики.
Ульфспарре завела знакомства среди тех, кто интересовался текстилем, включая Иду фон Шульценхайм и Лизу Хедберг, которые были художниками. Также Хедвиг Ульфспарре дружила с Тирой Графстрём — менеджером текстильной студии Nordiska Kompaniet, познакомилась с несколькими дизайнерами — Хильдой Лилиенберг, Мертой Кристерсон и Анни Фрюкхольм. Когда в 1912 году была основана ассоциация ремесленников Gestriklands hemslöjdsförening, Ульфспарре была назначена заместителем руководителя её правления. Она участвовала в сборе ремесленных изделий для различных национальных и международных выставок и познакомилась со многими энтузиастами местного фольклора, ремесленниками и журналистами. В 1927 году Ульфспарре получила признание за свои усилия в области ремесел и была награждена медалью Иллис кворум. Также была награждена серебряной и золотой медалями шведского Красного Креста. Стала кавалером ордена Вазы.
В 1925 году Пер Эрикссон купил поместье Кунгсгорден в городке Ованшё, где основал крупное сельскохозяйственное предприятие, чтобы обеспечить будущее Хедвиг и её старшей сестры Лотте. После смерти Эрикссона в 1928 году Хедвиг Ульфспарре унаследовал его движимое имущество, и они с сестрой обосновались в поместье, которое стало центром внимания тех, кто интересовался ремеслами и фольклором. После смерти художницы Мярты Мос-Фьеттерстрём, Ульфспарре поддержала выставку, посвященную покойной художнице — Хедвиг принадлежала крупнейшая в стране коллекция работ Мос-Фьеттерстрём. В 1930—1940 годах Хедвиг Ульфспарре написала несколько статей о ремеслах, в их числе «Det gästrikska hemslöjdsarvet» и «En örtakvast» в 1937 году и «Hemslöjdsarvet» в 1943 году.
Умерла 1 июля 1963 года в хосписе Södertull города Евле в результате рака груди. Была похоронена на кладбище в городе Ованшё муниципалитета Онге.

## Наследие
Хедвиг Ульфспарре завещала свое имущество фонду Brukspatron Per Eriksson, который также был известен как Gästriklandfonden. Собрав тысячи экспонатов, включающих кружева, вышивки, гобелены и ковры, Хедвиг Ульфспарре создала самую большую частную коллекцию текстиля в Швеции. Многие из работ были созданы самыми известными текстильными художницами Швеции. В период с 1984 по 2004 год коллекция экспонировалась в Музее текстиля в Хегбо. Когда этот музей был закрыт, вся коллекция была передана в музей Länsmuseet Gävleborg и открылась для публики 5 декабря 2008 года.

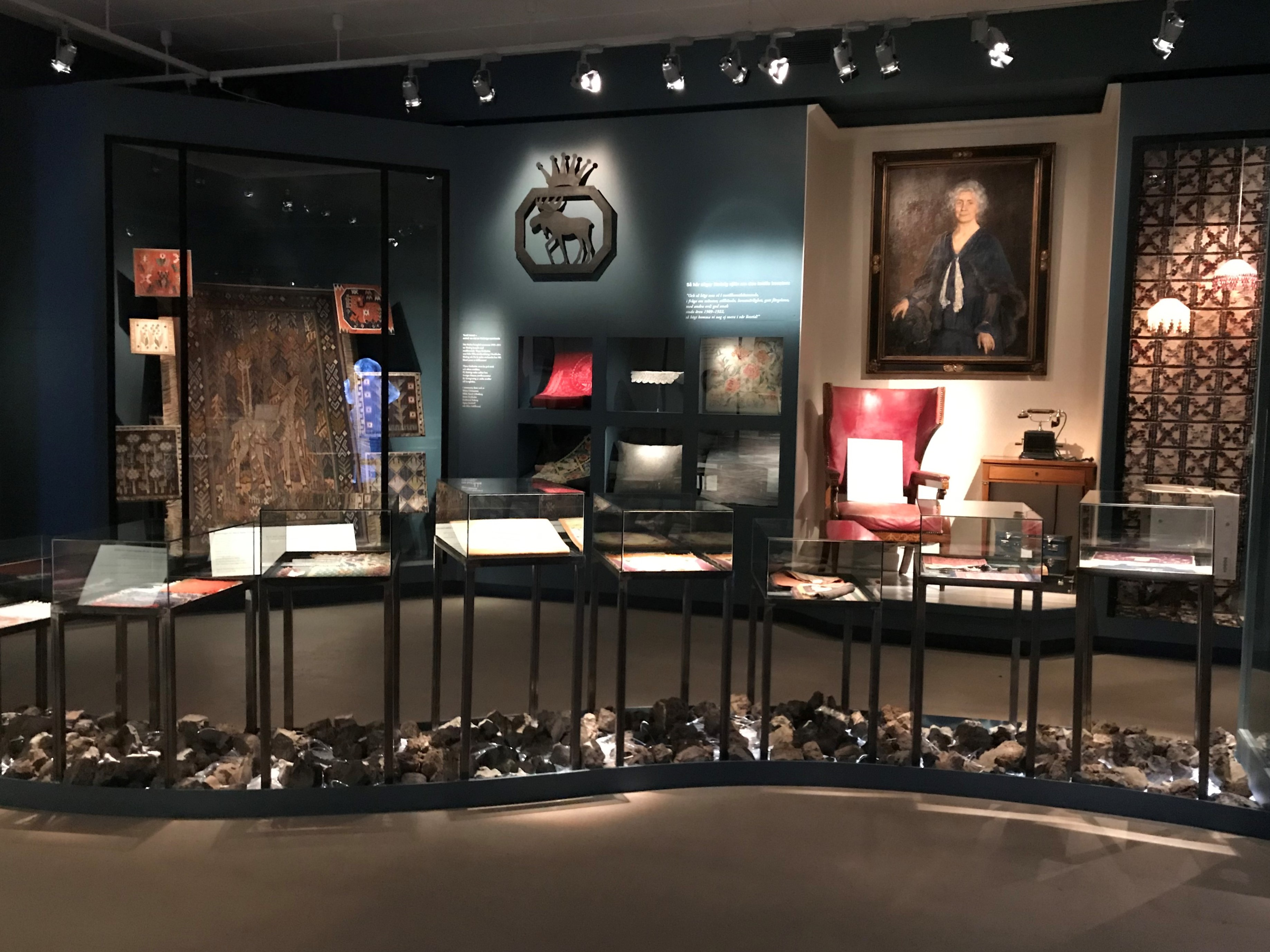
Экспозиция Хедвиг Ульфспарре в Länsmuseet Gävleborg